# براد ويليس

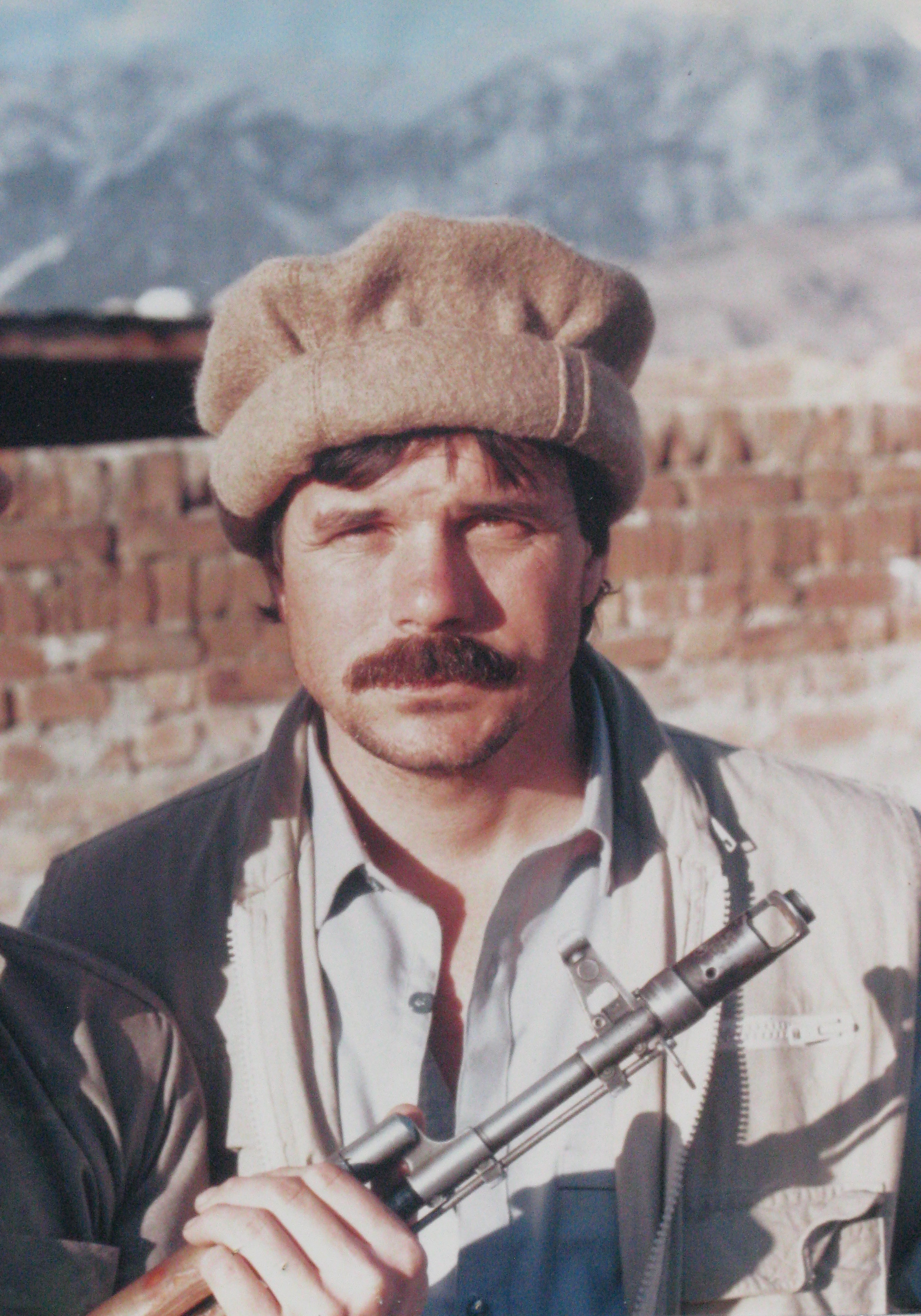
صحفي هيئة الإذاعة الوطنية في أفغانستان عام 1986.

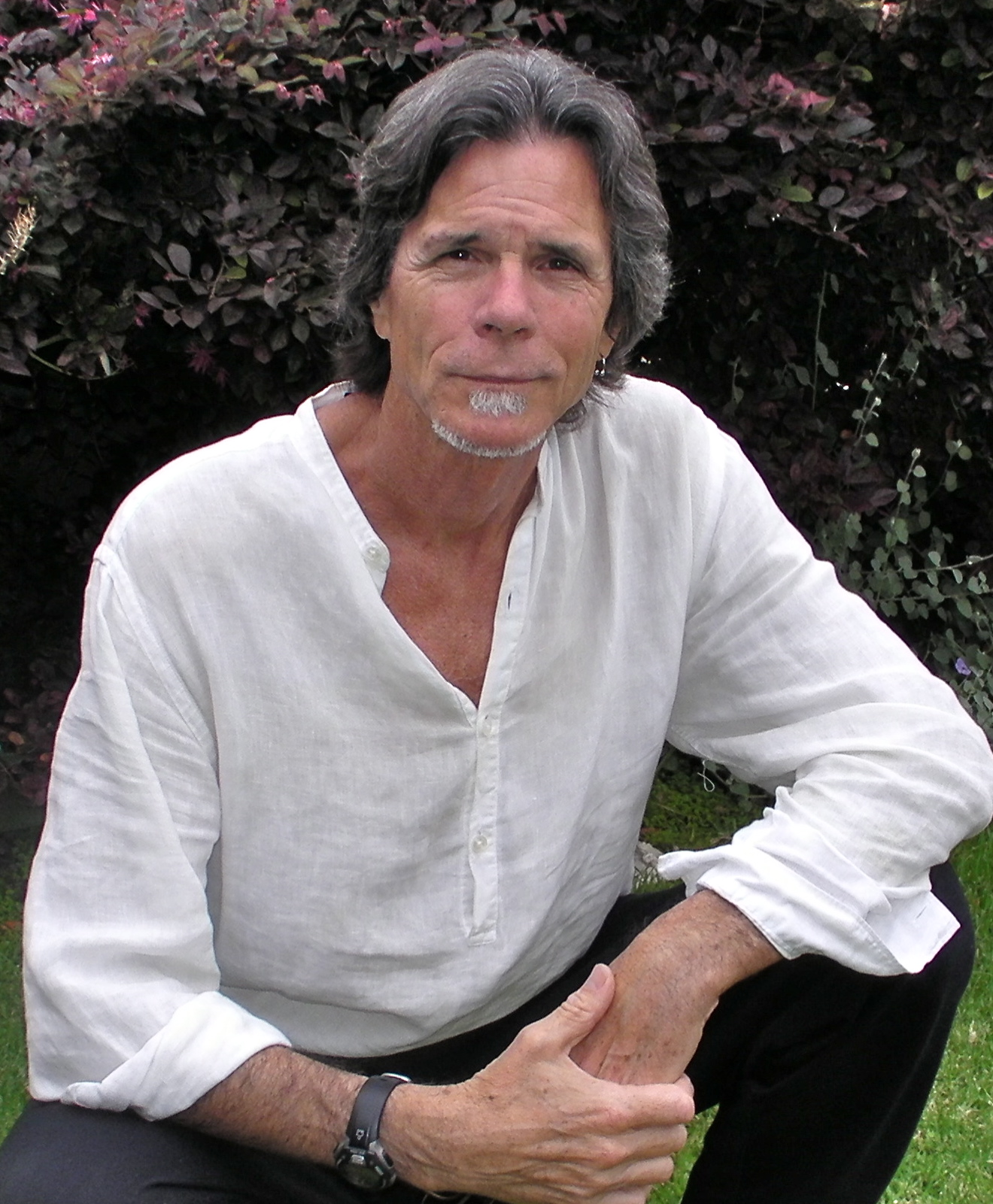
براد ويليس في عام 2011.

براد ويليس (بالإنجليزية: Brad Willis)‏ (المعروف أيضا باسم بهافا رام (بالإنجليزية: Bhava Ram)‏) (ولد في 27 أغسطس 1949) مراسل خارجي سابق لهيئة الإذاعة الوطنية ومؤلف وموسيقي ومعلم. كصحفي كان ويليس الحاصل على جائزة ألفريد آ. دوبونت - جامعة كولومبيا لعمله داخل أفغانستان خلال الاحتلال السوفياتي في عام 1986. منذ تقاعده من الصحافة بسبب الإعاقة ركز ويليس على الحكمة الفيدية والتدريس والكتابة عن أيورفيدا ويوجا.

## النشأة
ولد ويليس في لوس أنجلوس وهو أصغر إخوانه. عندما كان في سن المراهقة في عقد 1960 كان يشارك بنشاط في حركة الاحتجاج الوطني ضد حرب فيتنام. من 1969 إلى 1973 التحق بجامعة هومبولت الحكومية في أركاتا وحصل على شهادة في الأدب الإنجليزي وثقافة التعليم الثانوي. بعد أن ترك الأوساط الأكاديمية غادر مدرسة الدراسات العليا وانضم إلى كيه في آي كيو كمراسل صحفي. في غضون عامين كان ويليس مدير الأخبار ومراسل التحقيق لكيه في آي كيو.

## المسيرة الإعلامية
عمل ويليس لإذاعة كيه دبليو آي كيو من 1973 إلى 1976 وحصل على العديد من الجوائز من أسوشيتد برس ويونايتد برس إنترناشيونال للتحقيق في التحقيقات.
في عام 1976 تم تعيينه من قبل قناة كيه سي آر أيه في ساكرامنتو. بعد فترة وجيزة كمنتج تنفيذي في برنامج ويكنايت في قناة كيه سي آر أيه حصل على جائزة أفضل مراسل للتحقيقات لقسم الأخبار.
في عام 1984 تم تعيينه من قبل قناة دبليو إف أيه أيه في دالاس واستمر كصحفي تحقيقات. خلال هذا الوقت أصدر تقارير تحقيقات رئيسية عن الفساد الذي ينطوي على السياسة الوطنية والأعمال التجارية للشركات. أدت تقاريره الصادرة عن فنزويلا بشأن مسؤول نفطي في ولاية تكساس سجن خطأ في فضيحة نفطية دولية أدت إلى الإفراج عنه.
في عام 1986 انتقل ويليس إلى قناة دبليو بي زد في بوسطن وواصل مسيرته كصحفي تحقيقات. أطلق أول غزوة في تغطية الأخبار العالمية من قبل دبليو بي زد مع تقارير من أفغانستان أثناء الاحتلال السوفياتي. فيلمه الوثائقي الذي يغطي وقته مع المجاهدين ومخيمات اللاجئين الضخمة على طول الحدود الأفغانية / الباكستانية حصل من خلاله عليه جائزة ألفريد آ. دوبونت - جامعة كولومبيا. في عطلة بعد ذلك سقط من حافة نافذة وكسر العمود الفقري السفلي. على الرغم من الألم المستمر واصل العمل لمدة سبع سنوات أخرى. في وقت لاحق أبلغ ويليس عن النضال ضد الفصل العنصري في جنوب أفريقيا من بوتسوانا وزامبيا وزائير وحروب المخدرات في كولومبيا وبوليفيا وبيرو وإعادة فتح العلاقات الأمريكية / الفييتنامية في هانوي مع عضوي مجلس الشيوخ جون كيري وجون ماكين والجهود المبذولة لمساعدة السكان الأصليين شعب المرتفعات الغواتيمالية. في عام 1987 حصل على جائزة غابرييل للتميز الإذاعي بتعامله الإيجابي والخلاق حول المخاوف البشرية لعمله في غواتيمالا.
في عام 1989 بدأ ويليس مهنة مع هيئة الإذاعة الوطنية كمراسل أجنبي نشر إلى مكتب ميامي وقام بتغطية أمريكا اللاتينية وأمريكا الجنوبية. شملت مجالات اهتمامه الرئيسية السلفادور ونيكاراغوا وبنما وكوبا وكولومبيا.
في عام 1990 أرسل ويليس إلى الشرق الأوسط لتغطية حرب الخليج الثانية لصالح هيئة الإذاعة الوطنية. كان على الخطوط الأمامية لعملية عاصفة الصحراء وعملية توفير الراحة. بصفته مراسل الشبكة لمشاة البحرية فقد غطى معركة الخفجي وحملة تحرير الكويت حيث كان يعيش مباشرة من مدينة الكويت مع مراسل هيئة الإذاعة الوطنية الجديد توم بروكاو. ثم انتقل ويليس إلى شمال العراق لتغطية أزمة اللاجئين الأكراد.
في عام 1992 تم نشر ويليس في هونج كونج كمراسل لهيئة الإذاعة الوطنية لتغطية آسيا. قدم تقارير من الصين واليابان وفيتنام وتايلاند وتايوان والفلبين.

## فيما بعد المسيرة الإعلامية
في عام 1993 تعرض ويليس لكسر حاد في ظهره السفلي قبل سبع سنوات. فشلت عملية استئصال لمعة الانصهار وتركته معوقا بشدة وانتهت حياته المهنية مع هيئة الإذاعة الوطنية. بعد عدة سنوات تم تشخيص ويليس بمرض سرطان البلعوم وأعطوه فرصة ضئيلة للبقاء على قيد الحياة.
ثم توقف ويليس بعد سنوات من تناول الأدوية الثقيلة وتحول إلى الفيدا كبديل للطب الغربي الذي كان على ما يبدو فشل فيه. ادعى أن عامين من التأمل المكثف وبراناياما والصيام والأكل النباتي وشاتكارما واليوغا أثرت على علاج سرطانه ومشاكل الظهر.
في عام 2004 اتخذ ويليس اسما روحيا وهو بهافا رام وتحت هذا الاسم أنتج العديد من الكتب على اليوغا والأيورفيدا بالإضافة إلى الأقراص المدمجة لتعليم اليوغا والموسيقى الأصلية. هو وزوجته يديران تدريبات لليوغا وفنون الشفاء في مدرسة باسم «اليوغا العميق» ومقرها في سان دييغو. تم نشر مذكراته المحارب المرتبك: كيف أنقذ اليوجا حياتي حرفيا في مايو 2013.
بمسمى بهافا رام حمل ويليس شهادة في الأيورفيدا من أكاديمية ولاية كيرالا الأيورفيدا ومصدقة باعتبارها يوغا متقدمة والأيورفيدا المعلم من خلال المعهد الأمريكي للدراسات الفيدية. رام يؤدي التدريبات والتراجع في الولايات المتحدة ودوليا بالإضافة إلى المحاضرات ويوفر الخطب الرئيسية إلى المدارس الطبية والمجموعات التنفيذية والممارسين الصحيين الكليين.

## المؤلفات

### الكتب
- رام، بهافا (2008). اليوغا العميقة: الحكمة القديمة في العصر الحديث. لوتس للنشر. (ردمك 978-1-60402-981-9)
- رام، بهافا (2009). ثمانية أطراف من اليوغا: الطريق إلى التحرير. لوتس للنشر. (ردمك 978-1-60725-907-7)
- ويليس، براد (2013). المحارب المرتبك: كيف أنقذت اليوغا حياتي حرفيا. كتب بن بيلا. (ردمك 978-1937856694)

### المقالات
- رام، بهافا. «كارما اليوغا على ما الجانج». اليوغا. استرجاع 7 نوفمبر 2011
- رام، بهافا (أبريل 2007). «تكريم الأم الإلهي». مجلة الرؤية
- رام، بهافا (أكتوبر 2007). «خيمياء العقل». مجلة الرؤية

### أقراص ممغنطة
- تتدفق مع شيفا
- تأمل
- اليوغا نيدرا (مع لورا راسيا)
- الامتنان لممارسة اليوغا